# Gradna
La Gradna est une rivière de Croatie, affluent de la Save ; elle arrose la ville de Samobor.